# Shahumyan, Lori
Shahumyan là một đô thị thuộc tỉnh Lori, Armenia. Dân số ước tính năm 2011 là 3005 người.